# マラーター王国

マラーター王国
मराठा साम्राज्य

黄色が1760年のマラーター王国の領土
（ただし、これはマラーター同盟としての領土も含んでいる）

マラーター王国（マラーターおうこく、マラーティー語: मराठा साम्राज्य, ラテン文字転写: Marāṭhā Sāmrājya マラーター・サームラージヤ, 英語: Maratha Empire）は、インド、デカン地方に存在したヒンドゥー王朝（1674年 - 1849年）。首都はラーイガド、シェンジ、サーターラー。
マラーター同盟の中心となった国家でもある。なお、しばしばマラーター王国はマラーター同盟と同一視されることもあるが、ここでは王国のみに関して説明している。
中世のデカン地方に勃興した新興カースト・マラーターは、17世紀後半に卓越した指導者シヴァージーに率いられて諸勢力と戦い、1674年にマラーター王（チャトラパティ）を宣し、マラーター王国を創始した。
その後、1680年にシヴァージーが死亡すると、サンバージーが王位を継承したが、ムガル帝国のアウラングゼーブの軍勢に圧されて不利となったが、王国はその没年までに勢力を回復した。
1708年、マラーター同盟が結成されたのち、王国の実権を握った三人の宰相（ペーシュワー）バーラージー・ヴィシュヴァナート、バージー・ラーオ、バーラージー・バージー・ラーオのもと王国を中心に勢力を広げた。1761年に第三次パーニーパットの戦いで同盟軍がアフガン軍に敗北すると、王国宰相を中心とした同盟の体制は崩れた。
マラーター王国はその後、マーダヴ・ラーオの下でニザーム王国やマイソール王国との争いにも負けずに勢力を回復した。だが、宰相位をめぐる争いから、宰相の権力は家臣へと移った。
1818年、イギリスとの3次にわたるマラーター戦争の結果、マラーター王国はサーターラー藩王国として存続を許されたものの、1848年の藩王シャハージーの死を以て廃絶された。

## 歴史

### マラーター勢力の台頭とマラーター王国の成立

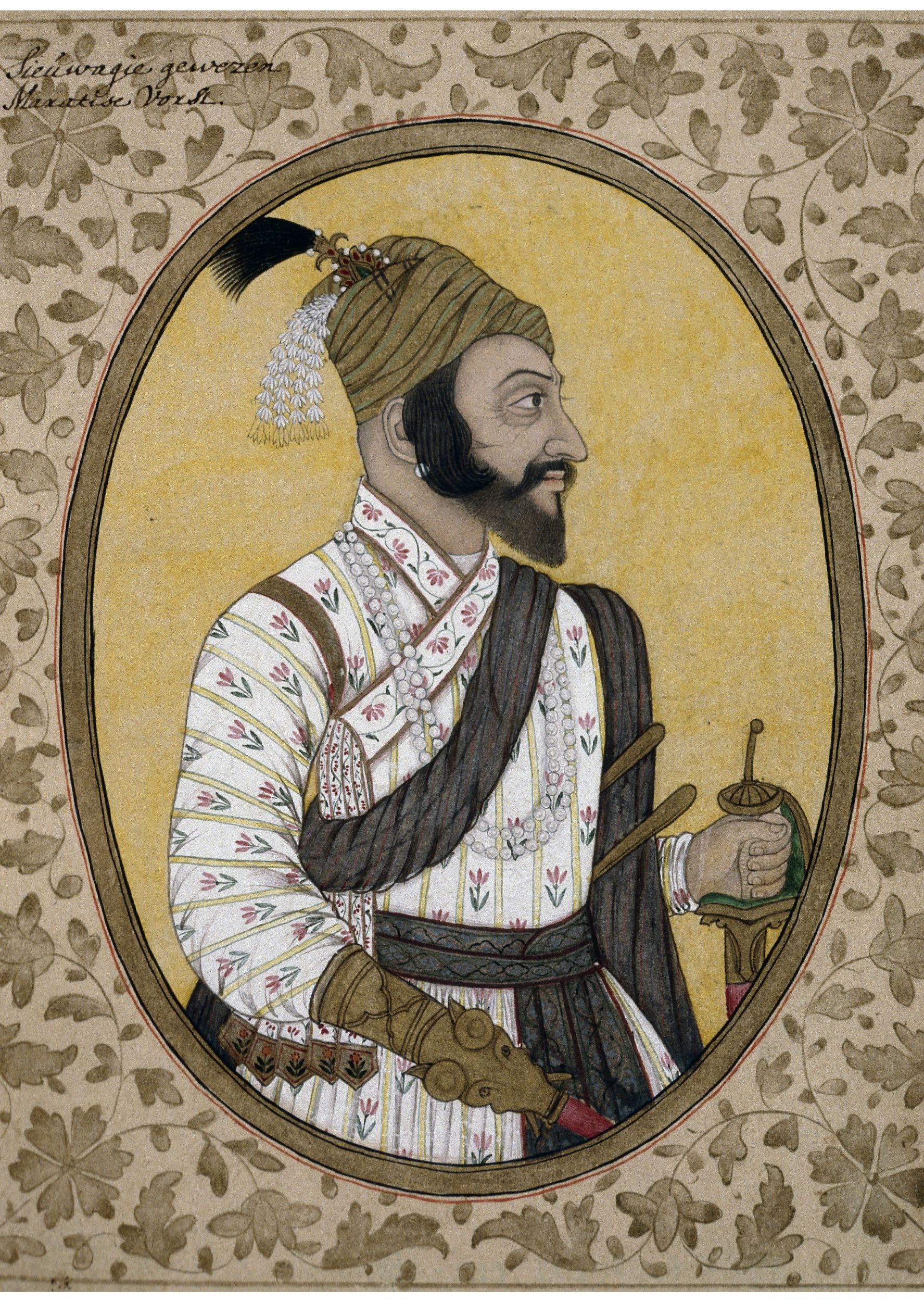
シヴァージー

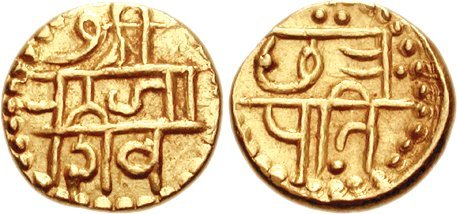
シヴァージー時代の金貨

マラーターは中世に勃興した新興カーストであり、バフマニー朝やその後に分裂したデカン・スルターン朝のもとで傭兵として活躍した。また、マラーターの豪族は郷主つまり行政官として各王朝に認められ、その領土は封土として与えられた。
17世紀初頭、ムガル帝国がデカン・スルターン朝の一つアフマドナガル王国の領土に侵入するさなか、1627年にマラーター王国の祖たるシヴァージーはプネーの郷主シャハージーの息子として誕生した。
1633年6月にはムガル帝国は王国の首都ダウラターバードを落としたが、シャハージーは幼王ムルタザー・ニザーム・シャー3世を擁して抵抗を続けた。しかし、その抵抗もむなしく、1636年2月にシャハージーはムガル帝国の軍に敗れ、ムルタザー・ニザーム・シャー3世を引き渡した。
その後、シャハージーはアフマドナガル王国を支援していたビジャープル王国へと亡命し、プネーとその近郊マーヴァルに領土を与えられ、首都ビジャープルの宮廷に出仕することとなった。そのため、シヴァージーは幼少期、母のジジャー・バーイーに養育されて育つこととなった。
成長したシヴァージーは多くの仲間を集め、1645年以降から王国に公然と反抗するようになり、1659年までにコンカン地方一帯をほぼ制圧した。同年、ビジャープル王国は大軍を派兵したが、11月に討伐軍の主将アフザル・ハーンをはじめとして多くの死者を出して敗退した。
1657年以降、シヴァージーはムガル帝国に目をつけ、皇位継承戦争に乗じてその領土を襲撃した。1658年にアウラングゼーブが帝位についたのちも襲撃をかけ続け、帝国が派遣したシャーイスタ・ハーンを悉く打ち破り、帝国の重要都市スーラトを略奪した（スーラトの戦い）。
1664年、事態を重く見たアウラングゼーブは、帝国の武将でありアンベール王国の君主ジャイ・シングをシヴァージーの討伐に向かわせた。ジャイ・シングは次々とマラーター側の城塞を奪い、1665年6月にシヴァージーは帝国有利の条件で講和を結んだ（プランダル条約）。
1666年5月、シヴァージーは息子サンバージーとともにアウラングゼーブにアーグラで面会したが、折り合いがつかず、幽閉されてしまった。だが、彼らは城兵の油断した隙をついて脱出、本拠ラーイガドへと帰還した。
その後、両国の関係は概ね平和であったが、アウラングゼーブがヒンドゥー教の弾圧を強めたため、シヴァージーはプランダル条約を事実上破棄した。1670年1月以降、シヴァージーは帝国領へと襲撃を掛け、10月にスーラトを再び略奪し、その領土を徐々に回復していった。
そして、1674年6月にシヴァージーはラーイガド城において即位式を行い、大勢のバラモンを集め、マラーター王国の樹立を宣言した。デカン地方は14世紀初頭にデリー・スルターン朝の支配におかれたのち、バフマニー朝やデカン・スルターン朝の支配におかれており、ヒンドゥー王朝が樹立されたのはじつに3世紀ぶりだった。
その後、1678年にシヴァージーは弟のヴィヤンコージーが建国したタンジャーヴール・マラーター王国へと軍を進め、ヴィヤンコージーと争って、その領土を実質的に支配した。

### サンバージーの戦い

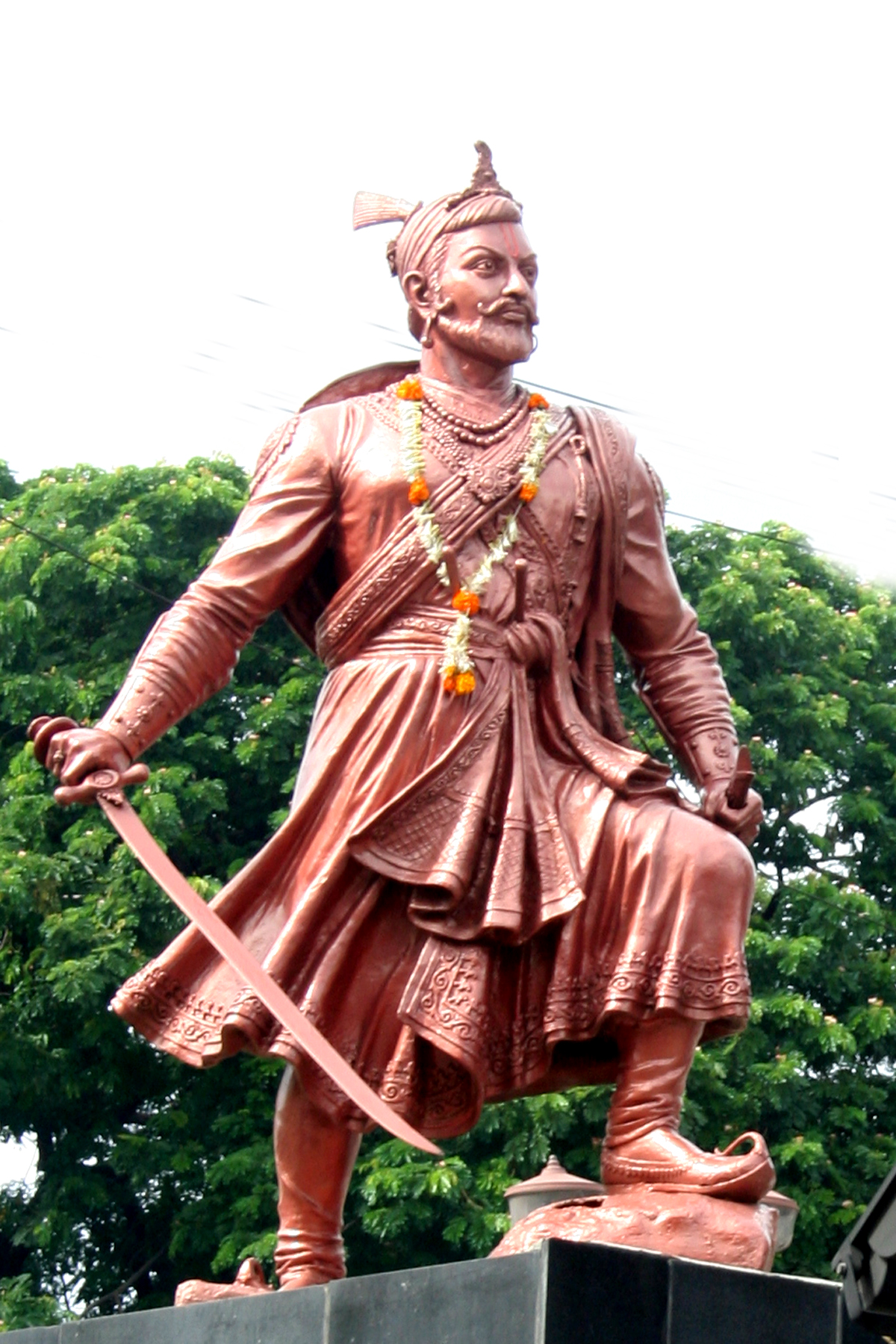
サンバージー

1680年4月3日、王国の創始者シヴァージーは死亡し、死後における混乱ののち、息子のサンバージーが王位を継承した。
一方、1681年7月、シヴァージーの死を好機と見たアウラングゼーブはマラーター王国との戦争を開始するため大挙南下し、1682年にはアウランガーバードの軍営に入った（デカン戦争）。
だが、マラーターとの戦いはなかなか決着がつかず、アウラングゼーブはわずか命脈を保っていた周辺国へと標的を変えた。ムガル帝国は包囲戦の末、1686年にビジャープル王国を、1687年にゴールコンダ王国を滅ぼした。
アウラングゼーブがビジャープル王国やゴールコンダ王国と戦っている間、サンバージーは南インドのマイソール王国と戦っていた。だが、結果的にその君主チッカ・デーヴァ・ラージャはムガル帝国に援軍を求め、両者を結びつかせてしまった。
そして、1689年2月、アウラングゼーブはサンバージーをサンガメーシュワルで捕えることに成功した。サンバージーは拷問の末、3月に処刑された。

### マラーター王国の危機
サンバージーの死により、危機に陥ったマラーター王国はその弟ラージャーラームを擁し、ラーイガドを捨てて南方のシェンジへと逃げた。その後、ラーイガドは帝国軍により陥落させられ、サンバージーの息子シャーフーが捕虜となった。
その後、帝国軍はラージャーラームの籠城するシェンジを包囲し、マラーター王国は現地のタンジャーヴール・マラーター王国やマドゥライ・ナーヤカ朝の協力も得てこれに対抗した（シェンジ包囲戦）。一方、籠城に参加しなかったマラーター諸将はデカン地方において帝国軍と戦い続けた。
1698年1月、帝国軍はシェンジを落とし、8年近くにわたる包囲戦を終結させた。だが、逃げることに成功したラージャーラームはデカンへと戻り、サーターラーを王都とした。
しかし、アウラングゼーブもまたマラーターとの徹底抗戦の構えを見せ、1699年12月に彼はサーターラーを包囲し、1700年4月に陥落させた。この間、3月にシンハガドに逃れていたラージャーラームは死去した。
ラージャーラームの死後、その息子シヴァージー2世が王位を継承し、その母であるラージャーラームの妃ターラー・バーイーが摂政となった。彼女は優れた手腕を発揮し、ムガル帝国領のマールワー、ハーンデーシュ、グジャラート、ハイダラーバードを襲撃し始めた。アウラングゼーブはこれに疲弊し、シャーフーを擁立してマラーターとの和議を結ぼうとしたが、実を結ぶことはなかった。

### シャーフーの即位とムガル帝国の混乱

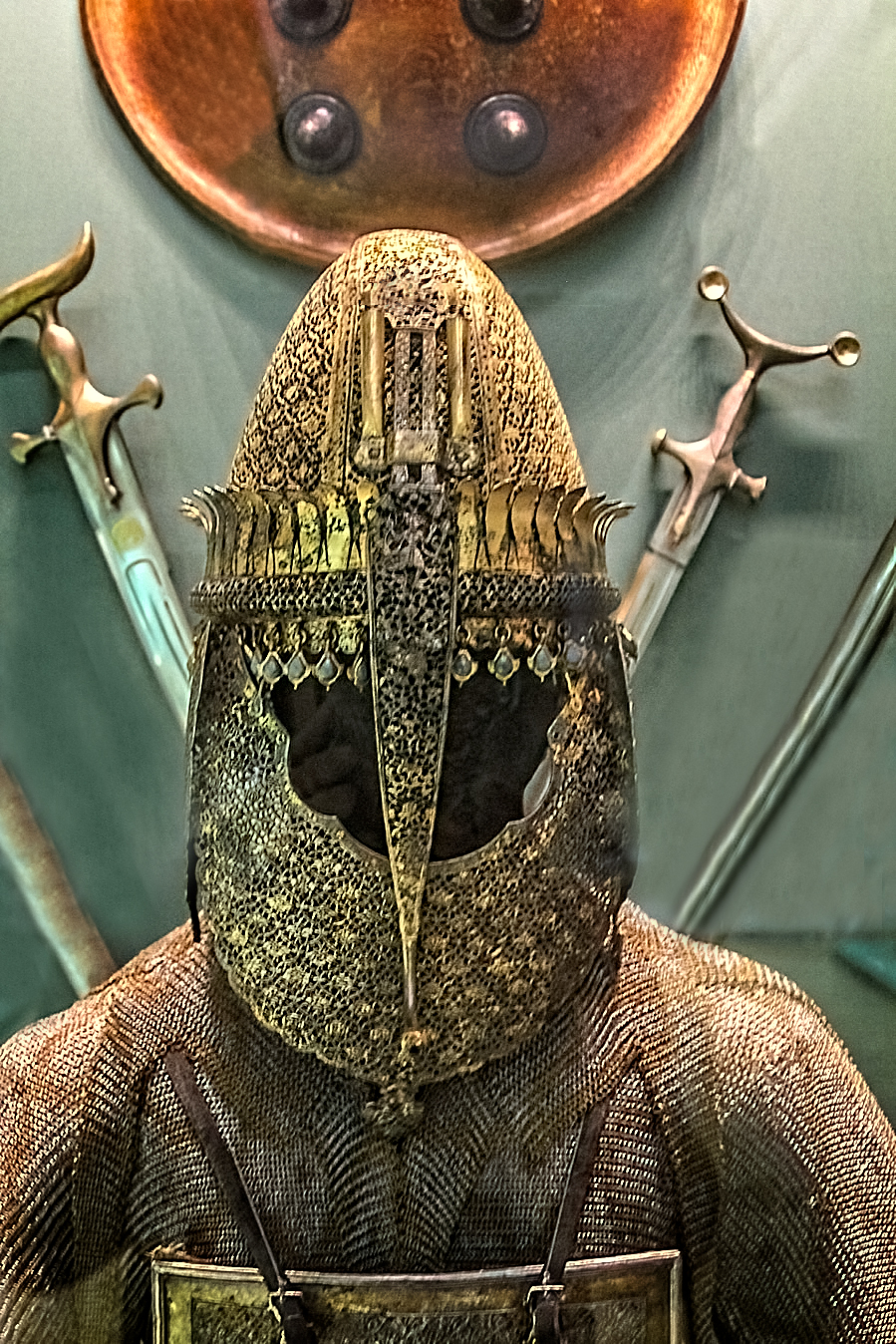
マラーター王国の甲冑

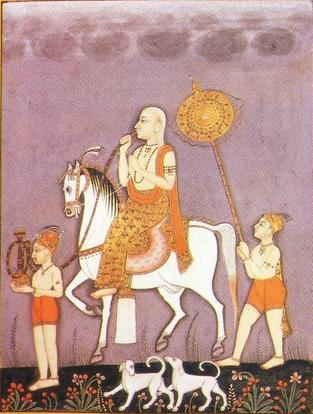
シャーフー

1707年3月、皇帝アウラングゼーブは死亡し、5月に帝国軍がデカン地方から撤退した。シャーフーはこれにより解放され、マラーター王位を主張し、サーターラーへと向かった。シヴァージー2世の母ターラー・バーイーはこれに反対し、同年10月に両者の間でケードの戦いが勃発し、シャーフーがこれに勝利した。
1708年1月、シャーフーはマラーター王として即位し、同時にシヴァージー2世は廃位された。なお、この年がマラーター王国を中心としたマラーター同盟の成立年とする場合があるが、同盟が形成されるのはもう少し後の話である。
1713年、シャーフーの即位に尽力した側近のバラモン・バーラージー・ヴィシュヴァナートが王国の宰相となった。バーラージーはアウラングゼーンの死後に衰退したムガル帝国に目を付けた。
1718年7月、バーラージー・ヴィシュヴァナートとデカン地方の総督フサイン・アリー・ハーンは、ムガル・マラーター間で次のような協定を結んだ。協定はマラーターの側にデカン6州のチャウタとサルデーシュムキーの徴収権を与え、その代りにデカンにおける反乱に歯止めをかけることが条件とされた。
1719年2月、バーラージーはデリーでサイイド兄弟が皇帝ファッルフシヤルを廃位し、新たな皇帝ラフィー・ウッダラジャートを擁立するのに加担した。このとき、彼は新たな皇帝から先の協定の認可を受けるとともに、弱体化した帝国を見て北インドを侵略しようと考えるようになった。

### 王国の版図拡大

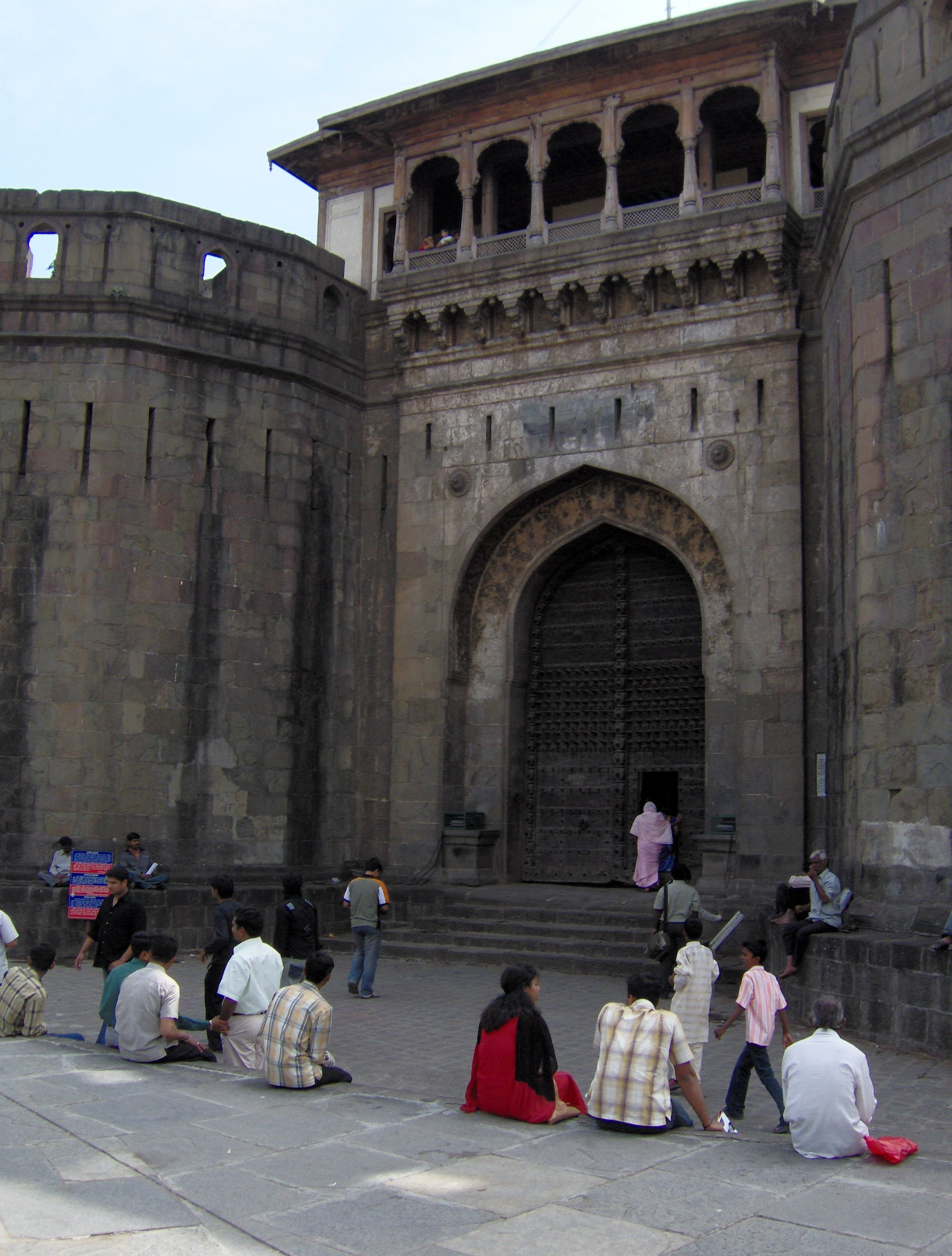
シャニワール ワダ (土曜宮殿)。マラーター王国宰相の居城。

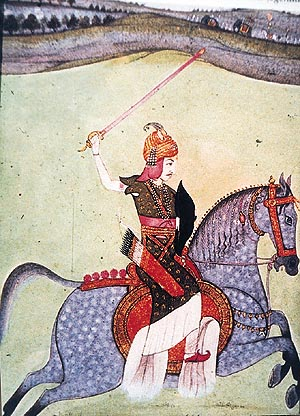
バージー・ラーオ

1720年4月12日、バーラージーが死亡し、息子のバージー・ラーオが宰相位を継いだ。その世襲はマラーター王シャーフーに認められたものであり、宰相位は以後この家系が独占することとなった。
1724年、ムガル帝国の宰相ミール・カマルッディーン・ハーンがデカンで独立し、ニザーム王国を樹立すると、マラーター王国との対立が始まった。というのも、ニザーム王国もデカン6州に対する権利を帝国から与えられていたからであった。
1727年、バージー・ラーオは南インドのカルナータカ地方に遠征を行い、3月にマイソール王国の首都シュリーランガパトナを包囲した。そのさなか、ニザーム王国がバージー・ラーオと敵対するマラーター諸将とともにマラーター王国に攻め入り、バージー・ラーオはすぐさま引き返した。
1728年2月、マラーター王国はニザーム王国の軍にプネー及びその周辺の地域を占領され、シャーフーはプランダル城へ避難を余儀なくされたが、遠征から戻ってきたバージー・ラーオはそれを破った（パールケードの戦い）。同年3月6日、マラーターはニザームにデカンにおけるチャウタとサルデーシュムキーを認めさせた。
ニザーム王国との戦いののち、バージー・ラーオはムガル帝国の領土に対して長期の遠征を行い、その軍勢はマールワー、グジャラート、ブンデールカンドを席巻した。そして、1737年3月にはデリーでムガル帝国軍を打ち破り（デリーの戦い）、同年12月にはボーパールでその援軍たる諸国の軍勢を破った（ボーパールの戦い）。
こうして、バージー・ラーオの宰相在任期間、マラーター王国は広大な版図を領するようになりその一方で随行した武将であるマラーター諸侯（サルダール）に征服地を領有させ、諸侯が王国宰相に忠誠と貢納を誓い、宰相がその領土の権益を認める形をとった。これにより、北インドにはシンディア家、マールワーにはホールカル家、グジャラートにはガーイクワード家がそれぞれ統治を許された。のちにこの統治形態を見たイギリス人は、これをマラーター同盟と呼び、その呼び名が定着した。
とはいえ、バージー・ラーオは治世20年のあいだに、マラーター王権（ボーンスレー家）を名目化し、王国宰相が事実上の「王」となり、王国宰相が同盟の盟主を兼ねる「マラーター同盟」を確立させることに成功している。また、1731年から1732年にかけて、バージー・ラーオはプネーに巨大な宰相の宮殿であるシャニワール・ワーダーを建設し、プネーに独自の勢力基盤を持った。

### 宰相による全権掌握と最大領土

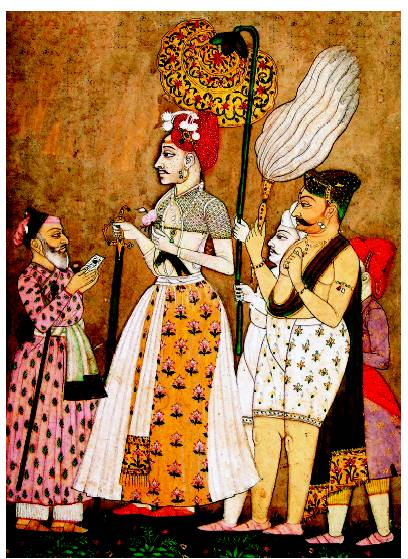
バーラージー・バージー・ラーオ

1740年4月、バージー・ラーオが死亡し、その息子バーラージー・バージー・ラーオが宰相位を継承した。この世襲もまたシャーフーに認められたものであった。
同年12月からバーラージー・バージー・ラーオはプネーを去り、デリーに向けて遠征し、帝国の首都デリー近くのアーグラ周辺に陣を張り、1741年7月14日に皇帝ムハンマド・シャーにこの領有を認めさせた。
1749年12月15日、マラーター王シャーフーが死亡した。彼は死に際して、宰相に全権を委ねる遺言を残しており、この時点でバーラージーは王国の全権を掌握した。シャーフーは死に際して男子がおらず、マラーター王国ではシヴァージー2世の息子ラージャーラーム2世が即位した。だが、ラージャーラーム2世と対立したターラー・バーイーがラージャーラーム2世は自身の孫ではないと言い出したため、マラーター王国では混乱が起きた。
そのため、バーラージーはこの混乱を避けるため、1750年に王国の行政府をサーターラーからプネーに移し、王国の実権をも掌握した。かくして、バーラージーはすべての権限を握り、統治機構の公式の長として君臨し、事実上の国家元首となった。
また、バーラージーの宰相在任期間、マラーターの軍勢は北はラージャスターン地方、南はカルナータカ地方、東はベンガル地方にまで進撃し、その領土は四方に広がって最大となり、北はデリーから南はトゥンガバドラー川までの広大な版図を有していた。彼は父親のように征服事業を押し進め、マラーターの権力をインドにおいて頂点に押し上げ、全土を席巻してその支配を確固たるものにした。

### ドゥッラーニー朝との抗争

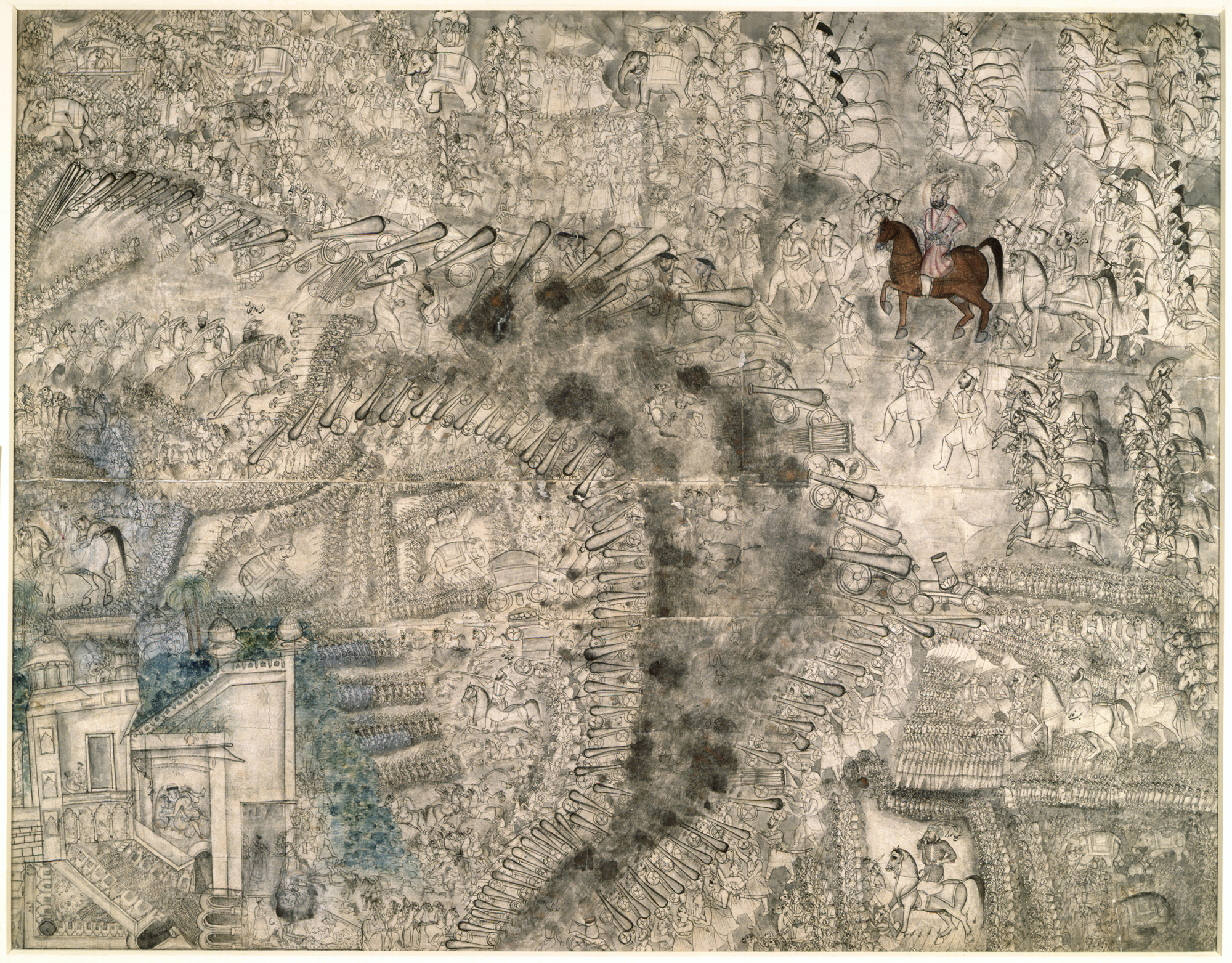
第三次パーニーパトの戦い

だが、北進するマラーター同盟は南下するアフガニスタンのドゥッラーニー朝と衝突した。アフガン勢力は南方からムガル帝国の領土へ頻繁に侵入し、1757年1月にアフマド・シャー・ドゥッラーニーがデリーを一時占領するなど、北進するマラーターと南下するアフガン勢力の衝突は避けがたいものとなった。
バーラージー・バージー・ラーオはこの報を聞くと、すぐに弟のラグナート・ラーオをデリーに送った。だが、同年8月11日に彼がデリーの戦いでアフガン勢力を破ったときには、アフマド・シャー・ドゥッラーニーはすでに退却していた。
1758年3月、ラグナート・ラーオはパンジャーブのラホールへと兵を進め、1758年5月、ペシャーワルの戦いで、ドゥッラーニー朝勢力を破り、パンジャーブ一帯を占領したのち、ラグナート・ラーオはラホールからプネーへと帰還した。マラーター王国の版図はさらなる拡大を見せた。
だが、1759年10月、アフマド・シャー・ドゥッラーニーがラホールからマラーター勢力を追い出し、1760年1月にデリー近郊でダッタージー・ラーオ・シンディアを破って、そのままデリーに入城した。これに対し、バーラージー・バージー・ラーオは長子ヴィシュヴァース・ラーオと従兄弟サダーシヴ・ラーオ・バーウを指揮官とする軍勢をデリーに送り、ホールカル家やシンディア家の軍勢も加わって大軍となった。
1761年1月14日にマラーター軍はアフガン軍とパーニーパトの地で戦い、大敗して数万人の犠牲者を出し、ヴィシュヴァース・ラーオやサダーシヴ・ラーオ・バーウら指揮官も大勢死亡した（第三次パーニーパトの戦い）。

### 衰退する王国と復興

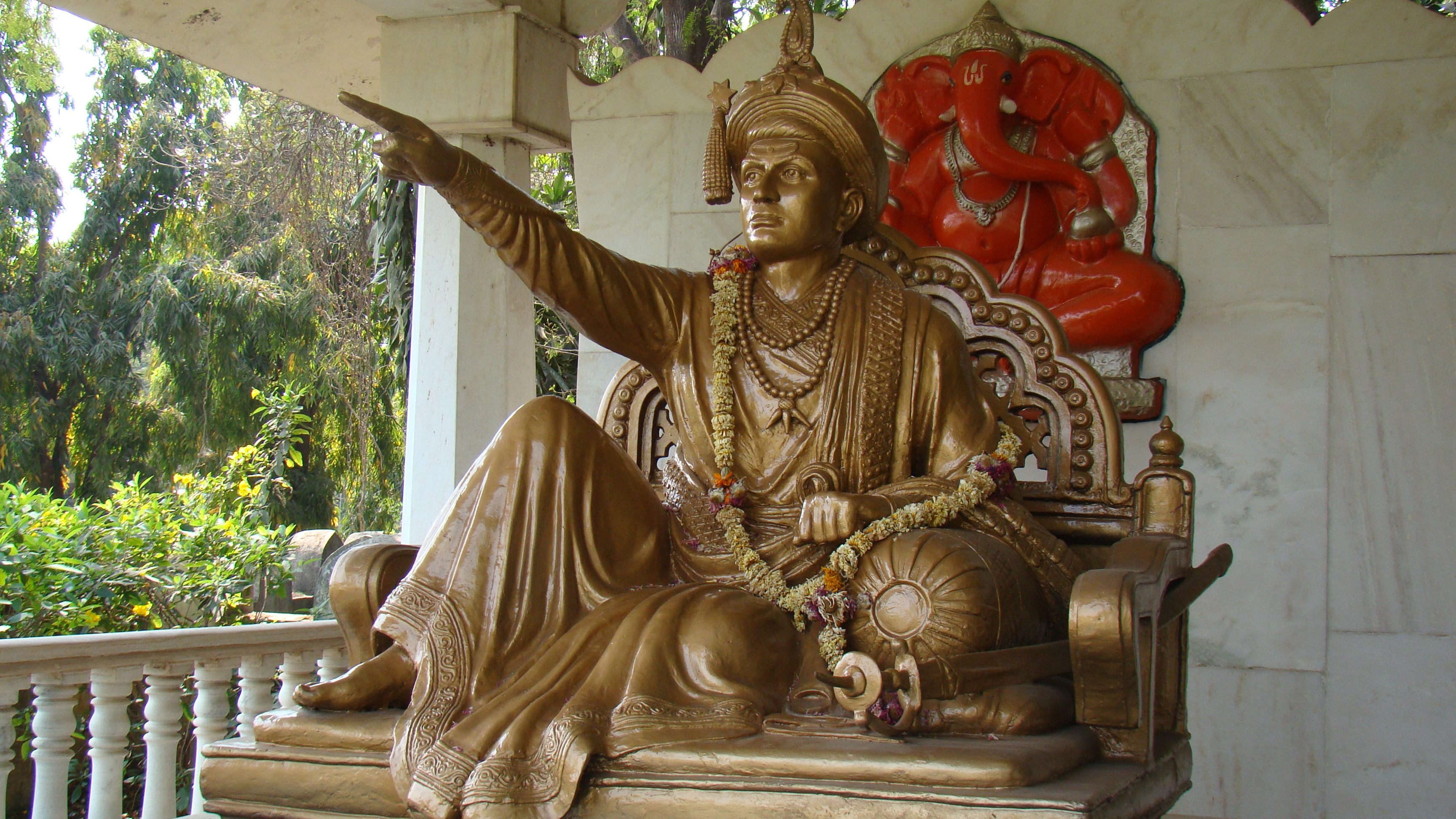
マーダヴ・ラーオ像（プネー）

6月、宰相バーラージーは失意の中で死亡し、息子のマーダヴ・ラーオが宰相位を継いだ。
だが、パーニーパトの敗戦の結果、諸侯の独立性は強まり、マラーター王国の宰相を中心とする体制は崩れた。問題はそれだけでなく、マラーター王国を取り巻くニザーム王国やマイソール王国がその衰退を見て、勢力を拡大しようとするようになった。ニザーム王国はマーダヴ・ラーオとその叔父ラグナート・ラーオの争いに目をつけ、後者に味方する形で介入、マラーター王国の弱体化を狙った。
1763年8月、マーダヴ・ラーオはアウランガーバード付近ラークシャスブヴァンでニザーム王国の軍勢を破り、820万ルピーの地を割譲させた（ラークシャスブヴァンの戦い）。
一方、マイソール王国ではパーニーパトの敗戦の結果、マラーター王国の勢力が本国に引き返したため、ムスリム軍人のハイダル・アリーが権力を握った。彼は周辺諸国を侵略し、南インドの制圧に乗り出し、マラーター王国の領土に侵入して対立するようになった。
そのため、1764年から1767年にかけて、マーダヴ・ラーオはマイソール王国へ2度遠征を行った。この2度にわたる遠征により、マイソール王国の勢力拡大に一応の歯止めをかけることができた。
1769年末以降、マーダヴ・ラーオはデリーに向けて5万人の兵をもって向かい、この遠征にはシンディア家の当主マハーダージー・シンディアも途中から加わった。約一年間を通して行われたこの遠征で、北インド一帯のアフガン勢力に攻撃が行われ、その制圧に成功した。

### 混乱と第一次マラーター戦争の勝利

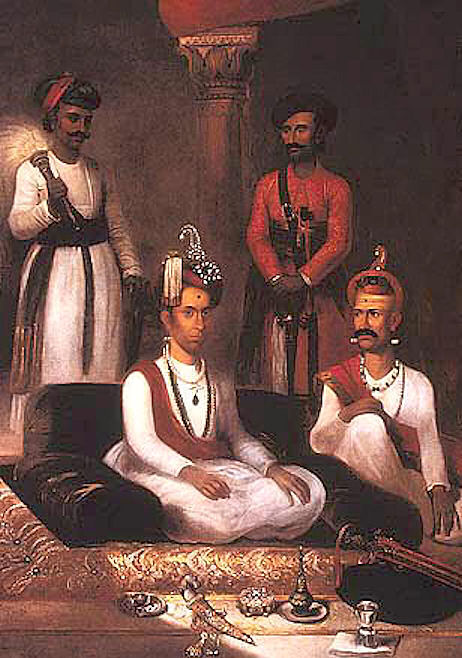
マーダヴ・ラーオ・ナーラーヤンとナーナー・ファドナヴィース

だが、1770年12月、マーダヴ・ラーオはマイソール王国へ遠征中に結核の症状が悪化、1772年6月には講和条約を結んで撤退させ、同年11月28日に死亡した。彼の死は王国に新たな災いを呼び込んだ。
マーダヴ・ラーオの死により、弟のナーラーヤン・ラーオが宰相位を継ぎ、ラグナート・ラーオがその補佐となった。だが、ラグナート・ラーオは宰相位への野望を抱いており、
ナーラーヤン・ラーオと次第に対立するようになり、ナーラーヤン・ラーオは1773年8月に暗殺されてしまった。その後、ラグナート・ラーオは宰相となったが、翌1774年4月にナーラーヤン・ラーオの息子マーダヴ・ラーオ・ナーラーヤンが生まれると、財務大臣のナーナー・ファドナヴィースにその地位を追われ、マーダヴ・ラーオが新たな宰相となった。
しかし、諦めきれないラグナート・ラーオは宰相位を奪還するため、1775年3月にイギリスとスーラト条約を締結し、マーダヴ・ラーオを擁するナーナー・ファドナヴィースに対抗しようとした。これが第一次マラーター戦争と呼ばれる長い戦いである。
第一次マラーター戦争は、マラーター諸侯マハーダージー・シンディアらの活躍によりマーダヴ・ラーオ側の方が優勢であった。だが、一時ラグナート・ラーオの側が優勢になることがあり、不利になったナーナー・ファドナヴィースは1780年2月にマイソール王国のハイダル・アリーと同盟を結んだ。5月、ハイダル・アリーはこの盟約に従いイギリスのマドラスを目指して進軍し、第二次マイソール戦争が勃発した。
1781年に入ると、イギリス軍とマハーダージー・シンディアの軍勢との争いは膠着状態になった。イギリス軍はマラーター軍の夜襲や物資供給の補給路が脅かされるなど、次第に疲弊していった。
同年7月1日 、マハーダージー・シンディアのマラーターの軍勢は、イギリス軍に決定的な勝利を収めた。また、それと同時期にイギリスが行っていたコンカン地方の侵略も敗北に終わった。ベンガル総督のウォーレン・ヘースティングズは、ミュール大佐を派遣し、マハーダージー・シンディアとの和平交渉を行うように命じた。こうして、1782年5月17日にイギリスとマハーダージーとの間でサルバイ条約が締結され、講和により、イギリスはマーダヴ・ラーオ・ナーラーヤンを宰相と認めること、ラグナート・ラーオに年金をあてがうこと、サルセットとバルーチ以外の戦争で獲得した領土をすべてマラーターに返還することが定められた。 これにより、第一次マラーター戦争はマラーター側の勝利に終わったが、ハイダル・アリーとの盟約に違反するものであり、両国の関係は再び悪化した。

### マラーター王国の隆盛
1785年3月、ハイダル・アリーの後継者ティプー・スルターンはマラーター王国の領土に攻め入り、戦争が勃発した。マラーター王国はマイソール軍の攻撃に苦慮し、ニザーム王国と同盟を組み、これに対処した。
1786年6月、マラーター王国軍がガジェーンドラガドの戦いでマイソール軍に大勝すると、1787年2月14日にティプー・スルターンとナーナー・ファドナヴィースとの間で和睦が成立し、ガジェーンドラガド条約が結ばれた。それでも、ナーナー・ファドナヴィースはマイソール王国の脅威を恐れ、ニザーム王国とともに警戒に当たり続けた。
1789年12月、マイソール王国とイギリスとの間に第三次マイソール戦争が勃発すると、6月にはイギリスとニザーム王国で同盟が結成された。1792年3月にマイソール王国との間に講和条約シュリーランガパトナ条約が結ばれると、マイソール王国の領土東北部を割譲された。
その後、第三次マイソール戦争で協力関係にあったニザーム王国と不和となり、1795年3月11日にマラーター王国はニザーム王国をカルダーの戦いで破った。マラーター王国は講和条約により、ダウラターバード、アウランガーバード、アフマドナガル、ショーラープルなどの地を割譲、3000万ルピーという多額の賠償金の支払いを受けた。
一方、北インドに勢力を張っていたシンディア家の当主マハーダージー・シンディアは自国の近代化を進め、1784年12月にはムガル帝国の摂政と軍総司令官となっていた。 1790年9月9日、ムガル帝国の皇帝シャー・アーラム2世に自分を北インドにおける王国宰相の代理であることに認めさせ、宰相マーダヴ・ラーオ・ナーラーヤンを皇帝代理人に任じさせた。

### マラーター王国の混乱・イギリスの介入

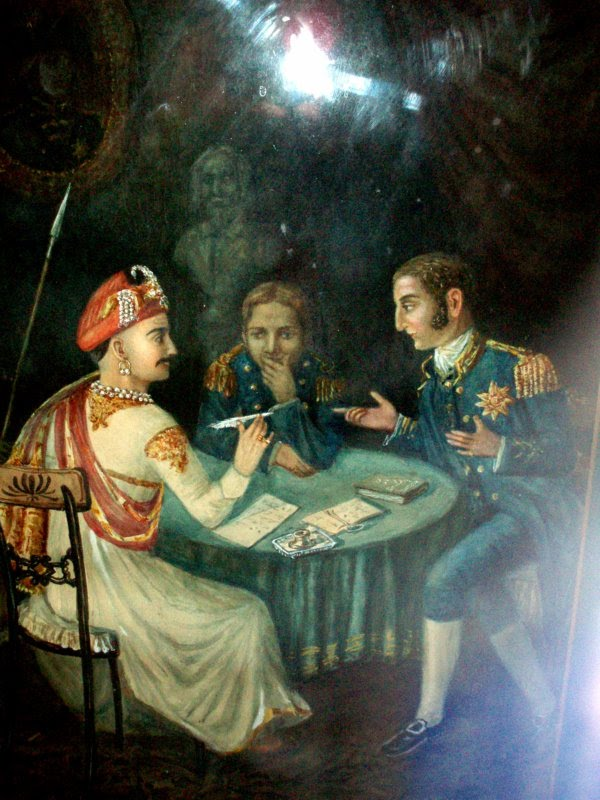
バセイン条約にサインするバージー・ラーオ2世

マラーター諸侯はマーダヴ・ラーオ・ナーラーヤンを擁するナーナー・ファドナヴィースを同盟の事実上の盟主と見なし、緩やかな連携を組んでいたが、1795年10月末に宰相マーダヴ・ラーオが突如として自ら命を絶った。彼はナーナー・ファドナヴィースの専横に耐え切れなくなったのだと言われている。
マーダヴ・ラーオの自殺により、マラーター諸侯は宰相位をめぐって争ったが、1796年12月4日にラグナート・ラーオの息子バージー・ラーオ2世がナーナー・ファドナヴィースの支持により王国の宰相となった。だが、彼の統治は名目上のもので、ナーナー・ファドナヴィースが実際の統治にあたっていた。この間、1799年に第四次マイソール戦争が行われ、さらに北部の領土を得た。
1800年4月にナーナー・ファドナヴィースが死ぬと、バージー・ラーオ2世とマラーター諸侯との関係が著しく悪くなった。翌1801年4月、バージー・ラーオ2世は王国領に襲撃をかけていたヴィトージー・ラーオ・ホールカルを捕えることに成功し、21日に象に踏みつぶさせて殺したが、これを機にホールカル家との関係がさらに悪化した。
そして、1802年10月25日、ホールカル家のヤシュワント・ラーオ・ホールカルはプネーで宰相とシンディア家の連合軍を破り、プネーを占領した（プネーの戦い）。バージー・ラーオ2世はボンベイを拠点とするイギリスのもとへと逃げ、同年12月31日に軍事保護条約バセイン条約を締結した。

### 第二次・第三次マラーター戦争と藩王国化

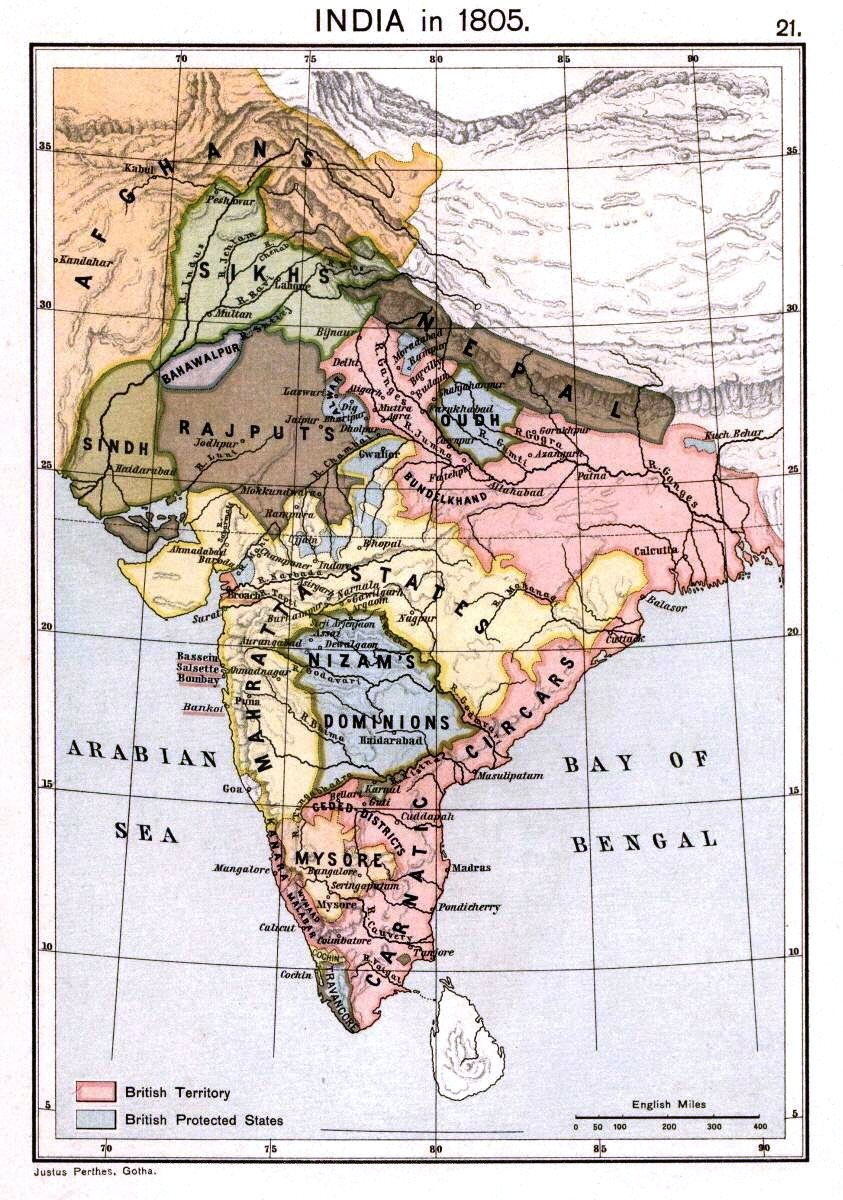
マラーター王国（マラーター同盟）の領土（1805年）

しかし、バージー・ラーオ2世が締結したバセイン条約はマラーター王国の領土割譲も約しており、マラーター諸侯はこれに反感を持った。そのうえ、シンディア家はマラーター同盟内の問題にイギリスが介入してきたことに脅威を覚え、宰相府から離れた。
1803年8月、マラーター諸侯のシンディア家、ボーンスレー家、ホールカル家とイギリスとの間に戦端が開かれ、第二次マラーター戦争が勃発した。だが、同年12月にボーンスレー家とシンディア家が領土を割譲する形で講和し、ホールカル家も戦い続けたものの、1805年12月に講和した。イギリスはこの戦争で諸侯から広大な領土の割譲を受け、その領土は「征服領土」と呼ばれた。
1814年、マラーター王国はヴァドーダラーのガーイクワード家とアフマダーバード領有をめぐり紛争を起こし、その調停はイギリスによって行われたが、1815年に宰相バージー・ラーオ2世の家臣がガーイクワード家の使者を殺害してしまった。
しかし、1816年9月にこの家臣は脱獄し、バージー・ラーオ2世は彼に資金を援助し、シンディア家のダウラト・ラーオ・シンディアとホールカル家のマルハール・ラーオ・ホールカル2世に対して、挙兵してイギリスに共同で立ち向かうこと提案した。
この動きはまもなくイギリスに察知され、1817年6月13日にバージー・ラーオ2世に対して、新たな条約プネー条約を押し付けた。
これはイギリスが当時押し進めていたインド諸侯の藩王国化そのものであり、形式上においても実質的においてもマラーター同盟の解体を認めさせるものだった。
こうして、バージー・ラーオ2世はイギリスとの戦争を決意し、同年11月5日にプネー近郊カドキーのイギリス駐在官邸を将軍バープー・ゴーカレーに襲わせた（カドキーの戦い）。ここに第三次マラーター戦争が始まった。
この戦争にはシンディア家、ホールカル家、ボーンスレー家なども参加したが、イギリスによって短期間のうちに制圧され、それぞれ翌1818年初頭までに講和条約を結んで降伏した。
同年1月、バージー・ラーオ2世はコーレーガーオンでイギリスに敗北したのち（コーレーガーオンの戦い）、その勢力が減退し、2月にはバープー・ゴーカレーが戦死した。それでも、彼は不利ながらもイギリスと戦い続けた。
しかし、同年6月3日にバージー・ラーオ2世もイギリスに降伏し、第三次マラーター戦争は終結した。これにより、マラーター同盟は崩壊し、宰相の政権も同時に崩壊した。

### イギリス従属下と併合

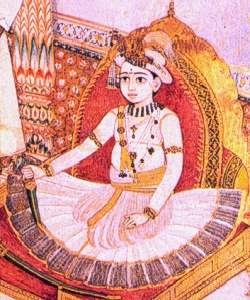
シャハージー

イギリスは戦後処理として、バージー・ラーオ2世の領土を没収し、カーンプルへ追放した。そののち、マラーター王プラタープ・シングと軍事保護条約を締結し、残りの領土を保有する権利を認め、マラーター王国を藩王国化した（サーターラー藩王国）。
1839年9月5日、プラタープ・シングはポルトガルと陰謀を企てたとして、イギリスによって廃位され、年金受給者としてヴァーラーナシーへと追放された。
1848年4月5日、藩王シャハージーが死亡した。だが、シャハージーはその死に際し、継嗣がおらず、末期養子による相続が認められるかが問題となった。
結局、インド総督ジェイムズ・ラムゼイ (初代ダルハウジー侯爵)は「失権の原理」に基づく形で相続を認めず、1849年5月1日にサーターラー藩王国は廃絶された。

## 歴代君主
- シヴァージー （在位：1674年 - 1680年）
- サンバージー （在位：1680年 - 1689年）
- ラージャーラーム （在位：1689年 - 1700年）
- シヴァージー2世 （在位：1700年 - 1708年）
- シャーフー （在位：1708年 - 1749年）
- ラージャーラーム2世 （在位：1749年 - 1777年）
- シャーフー2世 （在位：1777年 - 1808年）
- プラタープ・シング （在位：1808年 - 1839年）
- シャハージー （在位：1839年 - 1848年）